# Canal de Trollhättan

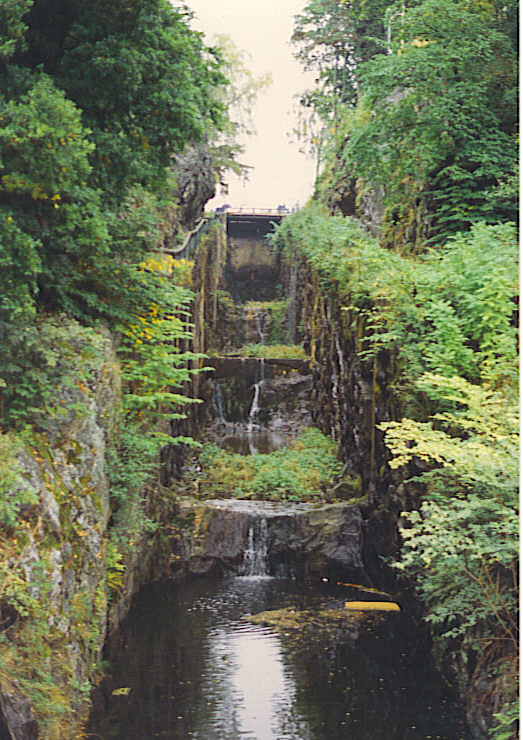
Anciennes écluses à Trollhättan

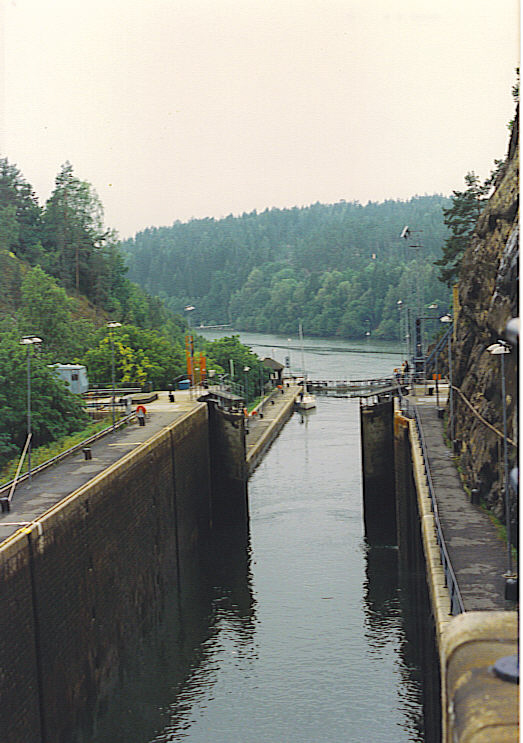
Nouvelles écluses à Trollhättan

Le canal de Trollhättan (suédois : Trollhätte kanal) est un canal suédois long de 82 km. Le canal relie le lac Vänern à la mer Kattegat en suivant le cours du fleuve Göta älv. D'un dénivelé de 43,8 m, six écluses sont utilisées notamment au niveau de la ville de Trollhättan.
Le canal de Trollhättan constitue une partie du canal Göta qui traverse la Suède du Kattegat à la Baltique.